# Холмський повіт (Російська імперія)
Холмський повіт (рос. дореф. Холмскій уѣздъ, пол. Powiat chełmski) — історична адміністративно-територіальна одиниця Люблінської (1867—1912) і Холмської (1912—1918) губерній Російської імперії та Люблінського воєводства міжвоєнної Польщі. Утворений у 1867 році. Повітовий центр — місто Холм.

## Волості

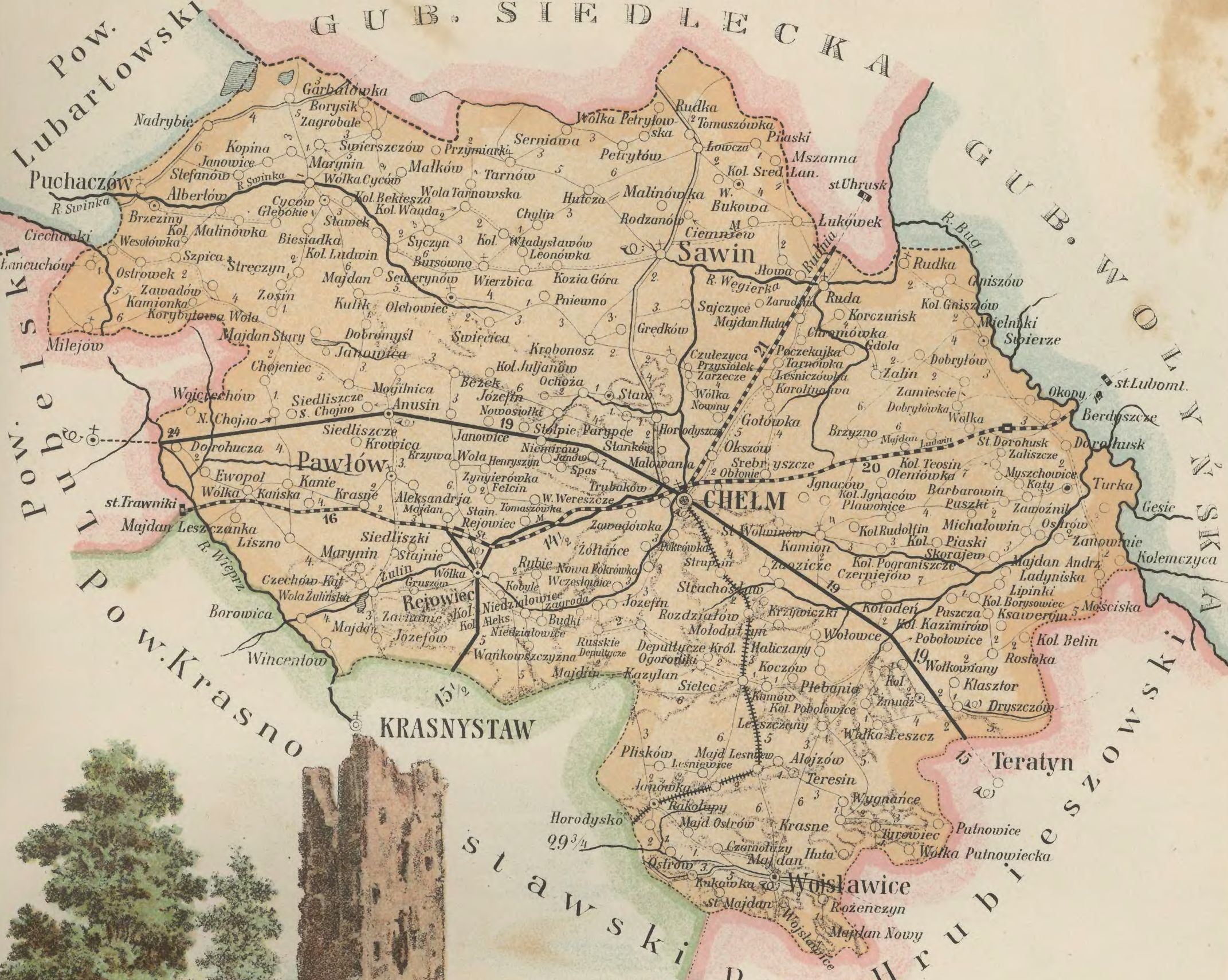
Холмський повіт, 1907

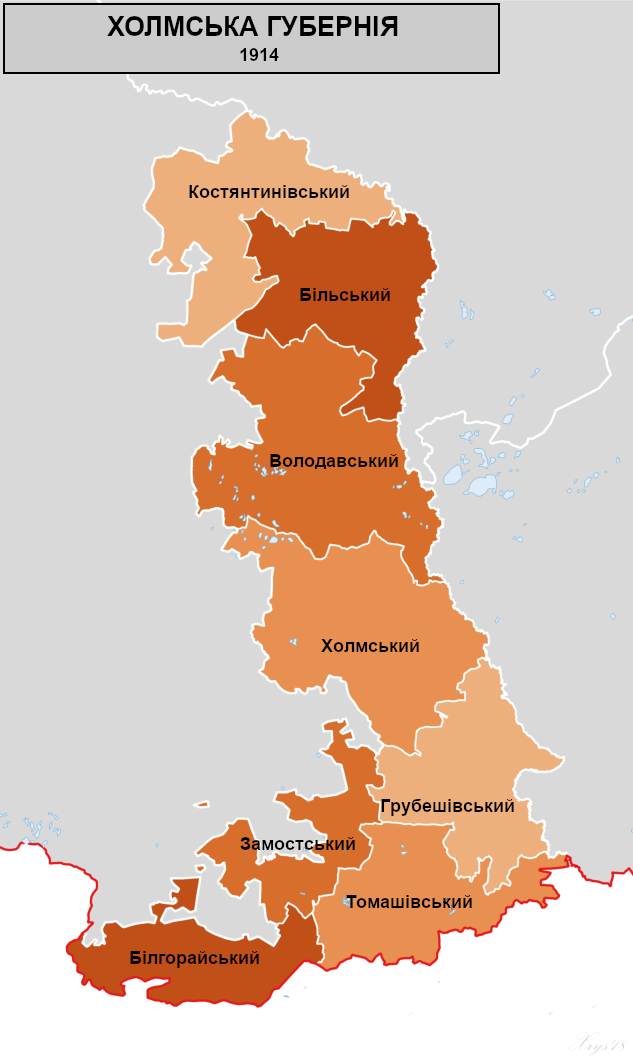
Холмська губернія в 1914 році

При утворенні до повіту входили 1 місто (Холм) і 5 містечок (Войславичі, Павлів, Рейовець, Савин, Свірже, Сідлище) та 13 сільських волостей. В повіті було сіл, фільварків і колоній — 563, хуторів — 3099.
В 1911 р. повіт поділявся на 14 волостей:
- Березини — с. Березини,
- Буків — с. Савин,
- Вільховець — с. Бусівно,
- Войславиці — с. Войславичі,
- Жмудь — с. Жмудь,
- Кривички — с. Кривички,
- Павлів — с. Павлів,
- Раколупи — с. Городисько,
- Рейовець — с. Рейовець,
- Свіржі — с. Свірже,
- Став — с. Став,
- Сідлище — с. Сідлище,
- Турка — с. Турка,
- Циців — с. Циців.

Ухвалою другої Думи від 9 травня 1912 (закон 23 червня 1912) населений переважно українцями Холмський повіт переданий з Люблінської губернії до новоутвореної Холмської: місто Холм і волості Буків, Вільховець, Войславиці, Жмудь, Кривички, Павлів, Раколупи, Рейовець, Сідлище, Свіржі, Став, Турка, Циців.

## Розташування
Повіт розташовувався на сході губернії. Межував на півночі — з Володавським повітом, на заході — з Любартівським і Люблінським повітом, на півдні — з Красноставським і Грубешівським, на сході — з Володимир-Волинським повітом Волинської губернії. Площа повіту становила 1865,9 версти.

## Населення
За даними етнографічної експедиції 1869—1870 років під керівництвом Павла Чубинського, у повіті проживало 36 825 українськомовних: 24 355 українськомовних греко-католиків, 12 344 українськомовних римо-католиків, 1 157 польськомовних греко-католиків і 126 греко-католиків, які розмовляли і українською, і польською.
В 1878 р. з 81 869 осіб населення повіту: 32 903 православних (до 1875 р. — греко-католики), 31 377 римокатоликів, 9 214 протестантів, 8 731 юдей.
За переписом населення Російської імперії 1897 року в повіті проживало 137 585 осіб (71 117 чоловіків і 66 468 жінок). Найбільше місто — Холм (18 452 осіб). Розподіл населення за мовою згідно з переписом 1897 року:
| Мова       | Осіб    | Відсоток |
| ---------- | ------- | -------- |
| польська   | 47 463  | 34,50 %  |
| українська | 46 003  | 33,44 %  |
| німецька   | 17 516  | 12,73 %  |
| єврейська  | 17 484  | 12,71 %  |
| російська  | 8 615   | 6,26 %   |
| інші       | 504     | 0,37 %   |
| Разом      | 137 585 | 100 %    |

Внаслідок указу російського імператора Миколи II від 17 квітня 1905 року, який проголошував релігійну терпимість та дозволив змінювати конфесію, у 1905—1906 роках у повіті 13 173 осіб перейшли з православ'я на римо-католицизм. У 1906—1907 роках у Холмському повіті налічувалося 58 870 православних осіб і 70 884 римо-католиків.

## Інфраструктура
У 1906—1907 роках у повіті діяло 47 православних церков і 11 римо-католицьких костелів. На 1908 рік у повіті працювало 124 школи (65 звичайних і 59 прицерковних).